# Odorrana monjerai
Espèce
Synonymes
- Rana monjerai Matsui & Jaafar, 2006

Statut de conservation UICN

 DD  : Données insuffisantes
Odorrana monjerai est une espèce d'amphibiens de la famille des Ranidae.

## Répartition
Cette espèce est endémique du Kedah en Malaisie péninsulaire. Elle se rencontre à environ 720 m d'altitude sur le Gunung Jerai dans la rivière Teroi.

## Étymologie
Cette espèce est nommée en référence au lieu de sa découverte, le Gunung Jerai.

## Publication originale
- Matsui & Jaafar, 2006 : A new cascade frog of the subgenus Odorrana from Peninsular Malaysia. Zoological Science, Tokyo, vol. 23, p. 647-651 (texte intégral).